# ابیدس
ابیدس (به لاتین: Abids) در هند است که در آندرا پرادش واقع شده‌است.